# تحول ثقافي
كان التحول الثقافي[بحاجة لمصدر] عبارة عن حركة بين الباحثين في العلوم الاجتماعية لجعل الثقافة محل تركيز النقاشات المعاصرة في التخصص. لقد وصف التحول الثقافي أحد علماء التأريخ البارزين بأنه عبارة عن "مجموعة كبيرة من البواعث النظرية الآتية من مجالات كانت خارج نطاق العلوم الاجتماعية سابقًا"، خاصة ما بعد البنيوية والعديد من أشكال التحليل اللغوي، مما أكد "الدور المعتاد والاجتماعي البنيوي للعمليات والأنظمة الثقافية للدلالة." وكذلك يصف تحولًا تجاه المعنى والابتعاد عن نظرية المعرفة الوضعية. كانت هناك "أعمال تأسيسية تشكل قاعدة التحول إلى تحليل الأشكال الثقافية وتسهيل ذلك؛ وهي التاريخ المتحول: التخيل التاريخي لأوروبا في القرن التاسع عشر (Metahistory: The Historical Imagination in Nineteenth-Century Europe) للمؤلفة هايدن وايت (1973) وتفسير الثقافات: مقالات مختارة (The Interpretation of Cultures: Selected Essays) للمؤلف كليفورد جيرتز (1997) ومخطط نظرية الممارسة للمؤلف بيير بردو (1977). وهذه القائمة تتضمن التحول الثقافي الذي حقق شهرة واسعة في فترة مبكرة بداية من 1970.
يمكن تعريف الثقافة بأنها «العملية الاجتماعية التي بواسطتها يوصّل الأفراد المعاني، ويدركون حقيقة عالمهم، ويبنون هوياتهم، ويحددون معتقداتهم وقيمهم» (بيست). تعتبر الثقافة جزءًا كبيرًا من التحول الثقافي لأن المواطنين الأمريكيين بدأوا ببناء هوياتهم في العالم الجديد. وأحد الأعمال المبكرة التي ظهر فيها المصطلح كان فصل بعنوان «الحركة النظرية الجديدة» للمؤلف جيفري ألكسندر في كتابه دليل علم الاجتماع (Handbook of Sociology) لمؤلفه نيلين جيه سميلسر (1988). وقد غفل علماء ما بعد البنيوية عن الدراسات الثقافية حتى أدخل فريدريك جيمسون التحول الثقافي إلى المصطلح:
«لقد اتسع ميدان الثقافة في ذاته بشدة، حتى أصبح متاخمًا لمجتمع السوق بطريقة لم تصبح الثقافة بعدها مقصورة على أشكالها التقليدية والتجريبية المبكرة، ولكن أصبحت تستعمل من خلال الحياة اليومية نفسها؛ في التسوق وفي الأنشطة المهنية وفي أشكال الترفيه المرئية، وفي تقديم المنتجات للسوق، وفي استهلاك تلك المنتجات السوقية، وفي الواقع في كل مكان خفي وزاوية بالحياة اليومية. لقدأصبح الفضاء الاجتماعي مشبعًا تمامًا بصورة الثقافة (صفحة. 111).»
يرى جيمسون أن النمط الاستهلاكي أصبح ثقافة الحياة اليومية. فالأفراد يجدون هوياتهم في أنشطتهم وأعمالهم وأوقات ترفيههم. ويبرز هذا التصوير واضحًا في الحياة اليومية الأمريكية. يعمل العديد من الأمريكيين 40 ساعة أسبوعيًا كما أن ساعات الترفيه الخاصة بهم تدور حول أنشطة الحياة اليومية. إن ثقافة الأمريكيين الحداثيين توجد فيما يفعلون وما يشاركون فيه. لقد قسّمت سنوات فترة الستينيات من القرن العشرين أمريكا سياسيًا وارتقى التركيز على التغيير السياسي إلى بؤرة الاهتمام. وبعد أن ركزت الفترة على التغيير السياسي لم ترجع أمريكا إلى العصر الفيكتوري وعصر الثقافة اللذين جاءوا قبلها. لقد شكّل التحول اللغوي للقرن العشرين جزءًا من التحول الثقافي نتيجة رفع أهمية اللغويات ووضعها بأنشطة مثل تلك التي أشار إليها جيمسون. وعلاوة على ذلك فقد دارت الاهتمامات حول الفن والثقافة للنمو التعليمي والأخلاقي. وأصبح النقد والتغير الاجتماعيان أكثر أهمية تعليميًا مقارنة باللغويات.
كما أنه في أعقاب فترة الستينيات من القرن العشرين المشحونة بالأحداث السياسة ظهر الإعلان والتصوير للهواة والصحافة الصفراء ومجموعة من أشكال الوسائط الإعلامية الأخرى. وتغيرت مصادر التسلية ووسائل الإعلام من الحس الشعبي والعضوي جدًا إلى ثقافة شعبية آلية ومشرقة في فترة الثمانينيات والتسعينيات. لقد قدم الإعلام الجديد لدى أمريكا في ما بعد الحداثة ثقافة جيدة استطاع الجميع أن يشارك فيها. فقد اهتمت هذه الثقافة بكل الأجناس والأعراق والفئات العمرية بدلًا من الإعلام الخاص قبل فترة الستينيات. لقد ساعد «الإعلام الجديد» وفن الثمانينيات وما بعد ذلك على خلق التحول الثقافي نتيجة أن الفن والإعلان أصبحا ضمن الثقافة الأمريكية الجديدة.
لقد أدى تغير الثقافة الأمريكية إلى تغير السياسات الأمريكية. وقد بدأ علماء الاجتماع في دراسة السلطة والسياسة وكيفية ارتباط الثقافة بهما منذ بدء التحول الثقافي. فالتحول الثقافي أدى لمزيد من التأكيد على المعنى والثقافة على حساب السياسة. ينبغي أن نرى الثقافة في أصل السياسة لأن الأفراد أصبح تركيزهم منصبًا على الثقافة الحديثة التي عرّفها جيمسون (ناش، 82).
وفي الوقت الذي كانت تشهد فيه الفترات الأولى من القرن العشرين تحولًا لغويًا أدى إليه فكر لودفيش فيتغنشتاين وفرديناند دو سوسور؛ قام التحول الثقافي في أواخر القرن العشرين باستيعاب هذا الانتقادات والإضافة إليهما.
لقد ساعدت مقدمة البنيوية الاجتماعية بدرجة كبيرة في هذا التطور. ومع التحول تجاه المعنى، تراجعت أهمية الفنون الراقية والثقافة الجماهيرية في الدراسات الثقافية. وإذا ما كانت الثقافة تدور حول الأشياء (عمل فني، مسلسل تلفزيوني) إلا أنها أصبحت الآن تدور حول عمليات المعنى وممارساته.
فقد ساعد التحول الثقافي الدراسات الثقافية على كسب المزيد من الاعتبار كنظام أكاديمي. وبالتحول بعيدًا عن الفنون الراقية زادت أهمية هذا التخصص وتأثيره على الأنظمة الأخرى.

## في الدراسات الريفية
في السنوات الأخيرة، كان هناك شيء من الإحياء في جانب الدراسات الريفية والتي أصبحت ضمن المسار العام بصورة أكثر من السابق في المجال الأكاديمي للعلوم الاجتماعية. وقد أثار زيادة عدد الأفراد استفسارات ثنائية مهمة حول المجتمع/المجال، الطبيعة/التركيبة الثقافية/الوكالة والذات/الآخرين من منظور الدراسات الريفية. ومع ذلك، فإن «التحول الثقافي» في العلوم الاجتماعية الأوسع الذي أضفى كلًا من الاعتبارية والإثارة لمدى ارتباط هذا التحول بالدراسات الريفية، وخاصة مع التركيز على المناظر الطبيعية وغيرية ومكانية الطبيعة. ومن خلال الجاذبية التصورية للاختلاف، والجاذبية المنهجية في وصف الأعراق البشرية، قدمت الدراسات الثقافية غلافًا مزدوجًا مهمًا غطى على المشهد المعرفي القائم.